# Any Given Thursday
Any Given Thursday è il primo album dal vivo del cantautore statunitense John Mayer, pubblicato l'11 febbraio 2003. Il disco è stato pubblicato anche in versione CD+DVD ed è stato registrato a Birmingham al Oak Mountain Amphitheater il 12 settembre 2002 durante il tour Room for Squares.

## Tracce
Tutte le tracce sono di John Mayer tranne dove indicato.

### Disco 1
1. 3x5 – 8:05
2. No Such Thing – 4:46 (Clay Cook, John Mayer)
3. Back to You – 4:36
4. City Love – 5:11
5. Something's Missing – 6:47
6. Man on the Side Medley – 8:46 – contiene Lenny (Stevie Ray Vaughan) e Man on the Side (Cook, Mayer)
7. Message in a Bottle – 5:06 (The Police) – Contiene Jóga (Björk) nella versione DVD
8. Love Song for No One – 3:35 (Cook, Mayer)

### Disco 2
1. Why Georgia – 8:24
2. Your Body Is a Wonderland – 6:05
3. My Stupid Mouth – 5:02
4. Covered in Rain – 10:25
5. 83 Medley – 7:29 – 83 (Mayer); Girls Just Want to Have Fun (Robert Hazard); Let's Hear It for the Boy (Tom Snow, Dean Pitchford)
6. Comfortable – 7:37 (Cook, Mayer)
7. Neon – 10:22 (Cook, Mayer)